# دستجرد سفلی (قلعه گنج)
دستجرد سفلی (قلعه گنج)، روستایی از توابع بخش مرکزی شهرستان قلعه‌گنج در استان کرمان ایران است.

## جمعیت
این روستا در دهستان قلعه گنج قرار دارد و براساس سرشماری مرکز آمار ایران در سال ۱۳۸۵، جمعیت آن ۵۵ نفر (۱۷خانوار) بوده‌است.